# Ondřej Čelůstka
Ondřej Čelůstka, né le 18 juin 1989 à Zlín en Tchécoslovaquie, est un footballeur tchèque évoluant actuellement au poste de défenseur.